# Concertino (Weinberg)
El Concertino per a violí i orquestra de corda, op. 42, va ser compost per Mieczysław Weinberg el juliol de 1948. El Concertino no es va poder estrenar en vida del compositor i no va ser fins al 1999 a Moscou en un festival que celebrava el 80è aniversari del naixement del compositor. PeerMusic va publicar la partitura el 2007, i va ser l'Amsterdam Sinfonietta qui en va fer l'estrena occidental el 2009 amb la Concertgebouw d'Amsterdam amb Candida Thompson com a solista. Té una durada de 19 minuts.

## Moviments
- I.Allegretto cantabile
- II.Cadenza. Lento - Adagio
- III.Allegro moderato poco rubato[4]

## Origen i context
Després de compondre la Sinfonietta núm. 1 de color jueu, Weinberg va començar unes vacances que va aprofitar per escriure el Concertino entre l'1 i el 9 de juliol de 1948. Aquest fet explica que en els tres moviments el caràcter sigui pastoral i líric. La part solista es torna exigent al final, però l'escriptura en general no és feixuga. La suavitat de l'obra podria haver estat un exercici de relaxació o un intent de complir amb els requisits oficials després de la crisi de la Unió de Compositors. El Concertino comparteix un estat d'ànim líric amb el Concert per a violoncel i orquestra, op. 43, escrit després.